# Transputer

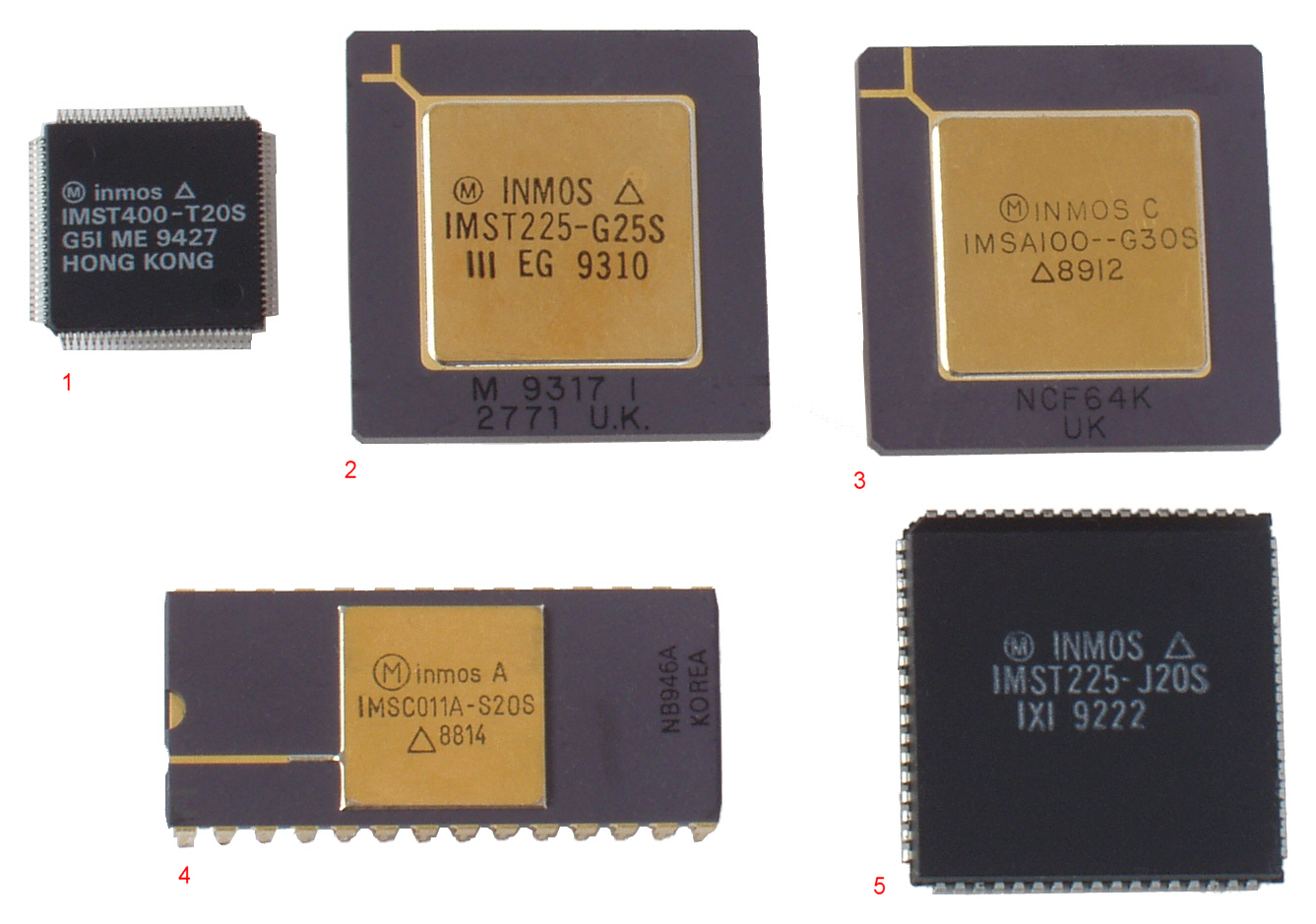
Transputer

Le Transputer est une architecture développée par la société britannique Inmos dans les années 1980 pour réaliser des machines parallèles (Parallélisme (informatique)). Le principe repose sur l'utilisation d'une pile de registres plutôt qu'un jeu de registres directement adressables. Chaque processeur est relié au réseau constitué par l'ensemble des processeurs via des liens série rapides. Cette structure a été implémentée dans de nombreux produits, dont les microcontrôleurs ST20 qui ne rencontreront qu'un succès limité. Plus tard, STMicroelectronics (ex SGS-Thomson, acquéreur d'Inmos) réutilisera ce cœur pour assurer les fonctions de contrôle de ses produits MPEG-2.
Le langage de programmation Occam a été développé par Inmos pour la programmation de ses Transputers, mais il existe des implémentations pour d'autres plateformes.